# 求核共役付加反応

求核共役付加反応

求核共役付加反応（きゅうかくきょうやくふかはんのう、nucleophilic conjugate addition）は、有機反応の一つ。単に共役付加反応（きょうやくふかはんのう、conjugate addition）とも呼ぶ。通常、カルボニル化合物への求核付加反応はカルボニル炭素への直接付加で進行するが、カルボニル基の隣にC=C結合を持つα,β-不飽和カルボニル化合物では、β位の炭素が求電子的となり、C=C結合に付加した生成物が得られる。これは、C=C結合とカルボニル基が隣接すると、π共役によってC=C結合の分極が起こることが原因であることから、共役付加と呼ばれる。カルボニル基の代わりにC=Cにシアノ基が隣接したアクリロニトリル類でも同様の理由で共役付加が進行する。

## 共役付加と直接付加
α,β-不飽和カルボニル化合物において、LUMOの最大係数はβ炭素に存在するが、カルボニル炭素も2番目に大きな係数をもち、求核剤の種類や反応条件によってカルボニル炭素への直接付加が優位になることもある。共役付加を起こす最も優れた求核剤はチオールである。慣例的にカルボニル炭素への直接付加を1,2付加、β炭素への共役付加を1,4付加と呼ぶが、これは付加を受ける炭素の番号を示すものではない。それぞれの付加反応でできた化合物を1,4付加物、1,2付加物という。